# Parastrangalis negligens
Parastrangalis negligens är en skalbaggsart som beskrevs av Holzschuh 1991. Parastrangalis negligens ingår i släktet Parastrangalis och familjen långhorningar. Inga underarter finns listade i Catalogue of Life.